# Philip Walsted
Philip Arthur Walsted (25 febbraio 1978 – Tucson, 12 giugno 2002) è stato un cittadino statunitense di orientamento omosessuale, derubato e picchiato fino alla morte nel centro di Tucson, in Arizona; l'aggravante dell'omicidio è stato il crimine d'odio a matrice omofobica.
Aveva lavorato per l'American Airlines come agente di prenotazione e viveva con il suo compagno Jonathan. Il suo supervisore alla American Airlines, Linda Kubiak, ha speso parole di elogio nei riguardi della sua collaborazione con Walsted, giungendo a dichiarare che "sono stata cambiata per sempre dopo aver conosciuto e lavorato con Philip."

## L'aggressione

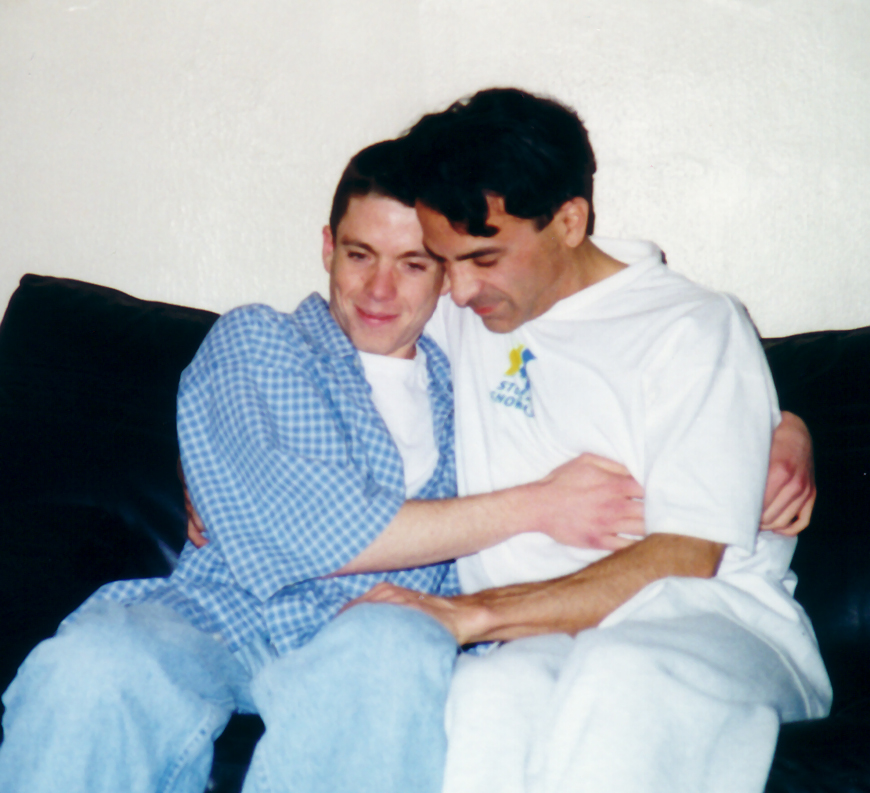
Philip Walsted col suo partner Jonathan

Walsted stava camminando verso casa il 12 giugno del 2002, quando è stato aggredito e picchiato con una mazza da baseball dal ventiduenne David A. Higdon nel corso di una rapina. Walsted è stato colpito alla testa con la mazza più di venti volte, e ha ricevuto più di 50 ferite a seguito dell'attacco.
Walsted è stato trovato, coperto di sangue, in strada vicino alla casa che divideva con il suo compagno nel quartiere dell'Università dell'Arizona; trasportato al "University Medical Center", muore più tardi quel giorno stesso.

## Arresto
Higdon è stato arrestato una settimana dopo. La polizia lo ha trovato in possesso degli occhiali, dell'orologio, delle scarpe, del portachiavi dell'American Airlines e della patente di guida della vittima; nell'abitazione si trovavano inoltre articoli di giornale sull'omicidio, due mazze da baseball, abiti ancora intrisi del sangue di Walsted, marijuana e cocaina.

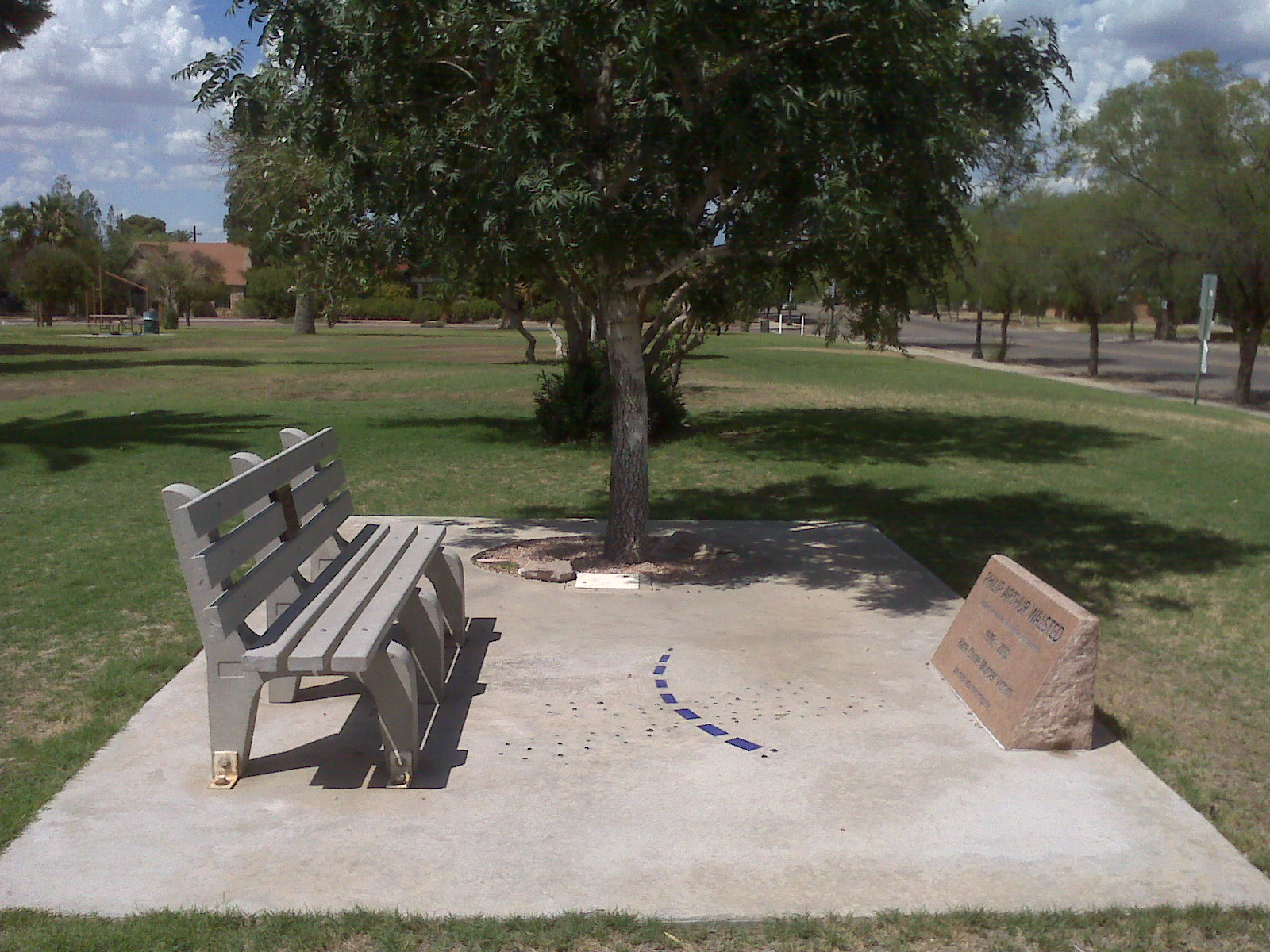
Philip Walsted Memorial, 4th Ave., Catalina Park, Tucson

## Crimine d'odio
Inizialmente la polizia aveva rifiutato di classificare l'omicidio come un crimine di odio; ma alcuni mesi dopo, a seguito delle prove accumulatesi, il dipartimento di polizia di Tucson ha ri-classificato il caso come un crimine di odio riferendolo come tale all'FBI.
Higdon, esplicitamente affiliato al neonazismo dichiarò mentre si trovava in carcere di aver "ucciso per la causa". Il Procuratore Teresa Godoy ha affermato che l'omicidio di Walsted era iniziato come una rapina, ma che l'attacco è stato alimentato dalle credenze neonaziste di Higdon, e faceva parte di un tentativo da parte sua di impressionare un gruppo di potere bianco a cui aspirava ad appartenere. Higdon ha confessato apertamente il crimine più volte nelle sue lettere e vantandosene con gli altri detenuti.
Un rappresentante del locale centro gay e lesbico appartenente al progetto anti-Violenza (il Dr. Lori B. Girshick) ha partecipato agli interrogatori del criminale reo confesso, riferendo poi che "Higdon aveva scritto centinaia di pagine di lettere e documenti, mentre si trovava in carcere, che portano a credere che Philip sia stato ucciso perché era gay".
Mentre l'Arizona non ha alcuna legge specifica contro i crimini di odio, se le vittime sono colpite, almeno in parte, a causa della loro razza, origine nazionale, orientamento sessuale, religione o sesso, i giudici possono tenerne conto come aggravante pregiudiziale.

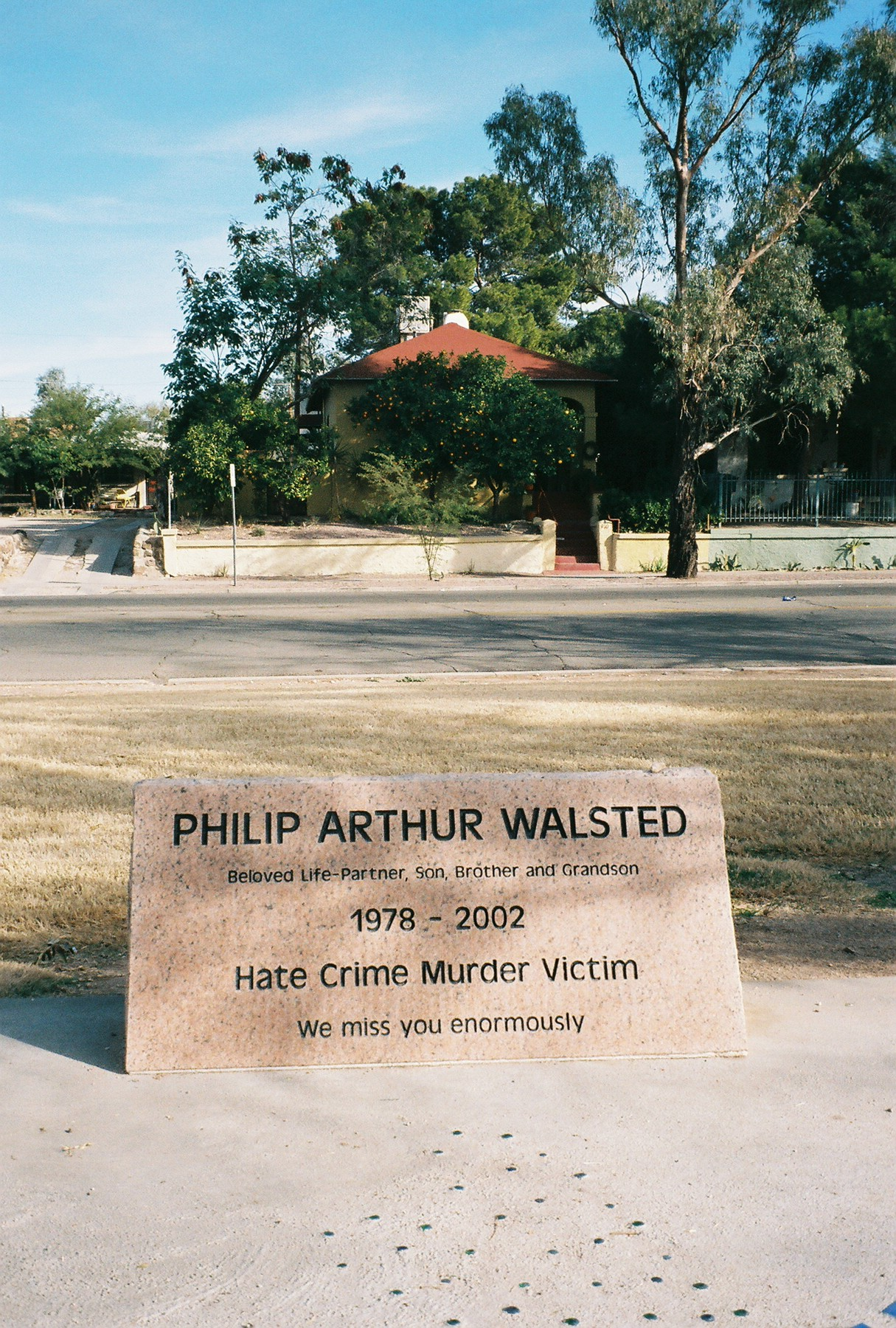
Philip Walsted Memorial, (sullo sfondo la casa col tetto rosso ove Philip conviveva col suo fidanzato Jonathan)

## Verdetto e condanna
Nel gennaio 2005, Higdon è andato sotto processo per omicidio di primo grado; condannato nel marzo 2005 è stato condannato all'ergastolo senza condizionale.
In collaborazione con la Città di Tucson, un memoriale è stato creato nel "Catalina Park" in Forth Avenue, lungo la strada che porta verso la casa di Philip e Jonathan.